# Campionat del Món d'esgrima de 1957
El Campionat del Món d'esgrima de 1957 fou la tretzena edició del Campionat del Món d'esgrima. Es va disputar a París, França.

## Resultats

### Resultats masculins
| Proves            | Or | Plata | Bronze |
| Floret individual | Mihály Fülöp | Mark Midler                                                                                                  | Allan Jay |
| Floret per equips | HongriaFerenc Czvikovszky · Mihály Fülöp · József Gyuricza · Jenő Kamuti · Endre Tilli                                | FrançaClaude Bancilhon · Bernard Baudoux · Roger Closset · René Coicaud · Christian d'Oriola · Claude Netter | ItàliaAldo Aureggi · Giancarlo Bergamini · Luigi Carpaneda · Vittorio Lucarelli · Alberto Pellegrino · Antonio Spallino |
| Espasa individual | Armand Mouyal | Gurgy Baranyi                                                                                                | Franco Bertinetti |
| Espasa per equips | ItàliaGiorgio Anglesio · Franco Bertinetti · Giuseppe Delfino · Gianluigi Saccaro · Carlo Pavesi · Alberto Pellegrino | HongriaLajos Balthazár · Árpád Bárány · Barnabás Berzsenyi · Ferenc Czvikovszky · Tamás Gábor · István Kausz | Regne UnitRaymond Harrison · Bill Hoskyns · Michael Howard · Allan Jay · John Pelling · Ralph Sproul-Bolton             |
| Sabre individual  | Jerzy Pawłowski | Rudolf Kárpáti                                                                                               | Tamás Mendelényi |
| Sabre per equips  | HongriaAladár Gerevich · Zoltán Horváth · Rudolf Kárpáti · Pál Kovács · József Szerencsés · Tamás Mendelényi          | Unió SovièticaIevheni Txerepovski · Lev Kuznetsov · Leonid Leïtman · Iàkov Rilski · David Tyshler            | PolòniaJerzy Pawłowski · Wojciech Zabłocki · Zygmunt Pawlas · Andrzej Piątkowski · Marian Kuszewski · Ryszard Zub       |

### Resultats femenins
| Proves            | Or | Plata                                                                      | Bronze                                                                                            |
| Floret individual | Aleksandra Zabelina                                                                                                | Heidi Schmid                                                               | Irene Camber                                                                                      |
| Floret per equips | ItàliaCristiana Bortolotti · Irene Camber · Velleda Cesari · Bruna Colombetti · Leopolda Predaroli · Jenny Zanelli | RFAHelmi Höhle · Ilse Keydel · Else Ommerborn · Heidi Schmid · Helga Stroh | ÀustriaWaltraut Ebert · Helga Gnauer · Maria Grötzer · Luise Gruss · Helga Kathlein · Ellen Preis |

## Medaller
| Posició | País           | Or | Plata | Bronze | Total |
| 1       | Hongria        | 3  | 3     | 1      | 7     |
| 2       | Itàlia         | 2  | 0     | 3      | 5     |
| 3       | Unió Soviètica | 1  | 2     | 0      | 3     |
| 4       | França         | 1  | 1     | 0      | 2     |
| 5       | Polònia        | 1  | 0     | 1      | 2     |
| 6       | RFA            | 0  | 2     | 0      | 2     |
| 7       | Regne Unit     | 0  | 0     | 2      | 2     |
| 8       | Àustria        | 0  | 0     | 1      | 1     |